# Roelfova
De roelfova is een techniek uit het turnen die op de evenwichtsbalk wordt uitgevoerd. De roelfova is een achterwaartse schroef, waarbij de turner of turnster op de handen landt en doorrolt naar een zittende positie. Bij de uitvoering van deze techniek is een goede timing van het grootste belang, het is tevens zaak om in de achterwaartste beweging zo spoedig mogelijk het toestel weer in het zicht te krijgen. 